# Pira Delal
Delal (kurdisch پردی دەلال Pira Delal, deutsch für: „Schöne Brücke“, evtl. im Sinne von „Einzigartigkeit“) ist eine der ältesten Brücken der Stadt Zaxo in der Autonomen Region Kurdistan im Irak. Laut mündlichen Überlieferungen soll Pira Delal aus der römischen Antike stammen. Sie überquert den Fluss Chabur im Südosten der Stadt. Sie ist 114 Meter lang und 4,70 Meter breit und überquert den Fluss über sechs Bögen, der große mittlere Bogen in 15,5 Metern Höhe. Reliefs und Inschriften an den Wänden, die ursprünglich Informationen zum Bau und zur Geschichte des Bauwerks angaben, fehlen und sind nicht mehr rekonstruierbar. Für das Amt für Altertum in Dohuk ist die Brücke eine der wichtigsten von 159 archäologischen Stätten in Zaxo. Seit 2013 werden Teile der Brücke durch die Regierung Kurdistans restauriert.

## Geschichte

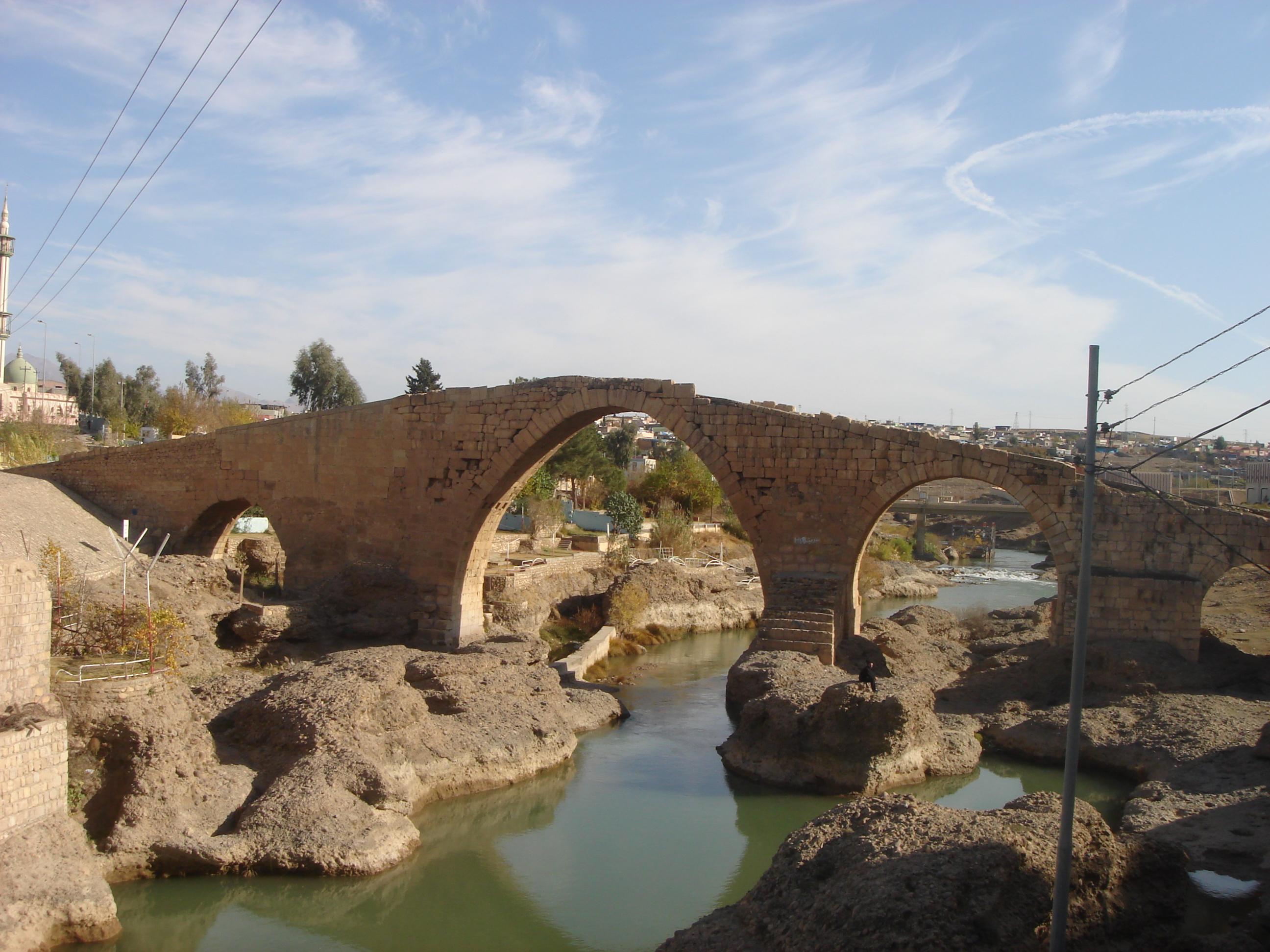
Brücke, 2010

Die Delal-Brücke dürfte in römischer Zeit erbaut worden sein. Mehrere irakische Archäologen haben den Bau Slatna Bahdinan zugeschrieben. Fest steht jedoch, dass diese Brücke zu den ältesten Denkmälern in der Region gehört, der Name geht auf vorkurdische Zeit zurück. Möglicherweise hat Slatna Albhdinyin sie restauriert.
Im Jahr 1833 zerstörten die Osmanen den oberen Teil der Brücke, um ihre Herrschaft vor Feinden zu sichern. Unter britischer Besatzung wurde 1955, nachdem die osmanischen Truppen die Stadt verlassen hatten, der große mittlere Bogen gesprengt.
1969 wurde die Brücke durch eine Flut stark beschädigt.